# Kleinstekeldraakvis
De  kleinstekeldraakvis (Harriotta haeckeli) is een vis uit de familie langneusdraakvissen. de vis komt voor in de Atlantische Oceaan de Indische Oceaan en de Grote Oceaan. De soort kan een lengte bereiken van 65.0cm en komt voor op diepten van 1400 - 2600 m.